# محمد اولیایی‌فرد
محمد اولیایی‌فرد متولد ۱۳۴۵ در تهران وکیل پایه یک دادگستری، عضو کانون وکلای تهران و عضو اتحادیه بین‌المللی وکلاست. او وکیل بسیاری از فعالان سیاسی، مدنی، دانشجویی و کارگری بوده‌است. اولیایی‌فرد همچنین وکالت اقلیت‌های قومی و مذهبی، و نوجوانان محکوم به اعدام را نیز بر عهده داشته‌است. از جنجالی‌ترین پرونده‌های سیاسی، امنیتی و جنایی که اولیایی‌فرد وکالت آن را بر عهده داشته‌است، می‌توان به پرونده گروه معنوی آل یاسین، نیشکر هفت تپه و پرونده بهنود شجاعی - نوجوان محکوم به اعدام - اشاره کرد

## بازداشت و محکومیت
محمد اولیایی‌فرد، وکیل دادگستری که به دادگاه انقلاب رفته بود، توسط «ستاری» مدیر دفتر شعبه ۲۶ دادگاه انقلاب تهران به بخش اجرای احکام دادگاه معرفی و پس از جلب به زندان اوین منتقل شد. این وکیل پایه یک دادگستری در پی اعدام بهنود شجاعی در مصاحبه‌ای، اجرای حکم موکلش را به دلیل صغر سنی وی غیرقانونی خوانده بود ابتدا به دادسرای کارکنان دولت احضار و پس از تشکیل پرونده در شعبه ۲۶ دادگاه انقلاب به اتهام تبلیغ علیه نظام به اشد مجازات محکوم شد.

## شبنم مدد زاده
محمد اولیایی‌فرد وکالت شبنم مدد زاده نایب دبیر شورای تهران دفتر تحکیم وحدت و عضو انجمن اسلامی دانشگاه تربیت معلم کرج را برعهده داشت که به دلایل نامعلوم به ۵ سال حبس محکوم شده بود. اولیایی‌فرد در مصاحبه‌ای با رادیو فردا گفت که تمام اتهامات بی‌پایه است.

## آزادی از زندان
اولیایی‌فرد در سال ۱۳۸۸ به دلیل اعتراض به صدور احکام اعدام برای نوجوانان زیر ۱۸ سال دستگیر و به مدت یکسال به زندان افتاد و پس از آزادی به کشور کانادا مهاجرت کرد. او هم‌اکنون سخن‌گوی وکلای مرکز حامیان حقوق بشر و پژوهش‌گر حقوقی‌ست. اولیایی‌فرد دوره حقوق زندانیان را در آموزشکده توانا تدریس کرده‌است.

## سمت‌ها
اولیایی‌فرد علاوه بر وکالت، نگارنده مقالات حقوقی بسیاری در روزنامه‌های ایران و رسانه‌های خارج از کشور بوده‌است. او همکاری با کانون مدافعان حقوق بشر، مشاوره در سازمان بین‌المللی یونیسف، مشاوره در سازمان بین‌المللی عفو بین‌الملل، مشاوره در کمیساریای عالی پناهندگان سازمان ملل، مدیریت بخش مطالعات مجموعه فعالان حقوق بشر و کسب جایزه مرکز بین‌المللی حقوق بشر کانادا در سال ۲۰۱۵ را نیز در خود کارنامه دارد
محمد اولیایی فر در تاریخ ۲۸ مهر ۱۳۹۰ به عنوان نماینده سازمان حقوق دانان جبهه ملی به عضویت شورای مرکزی جبهه ملی ایران انتخاب شد.